# Затевахин, Игорь Иванович
И́горь Ива́нович Затева́хин (род. 20 февраля 1936 года) — советский и российский учёный-хирург, специалист в области сосудистой хирургии, заведующий кафедрой факультетской хирургии педиатрического факультета 2-го МОЛГМИ (РГМУ, РНИМУ) имени Н. И. Пирогова (с 1982 года), академик РАМН (2007), академик РАН (2013).

## Биография
Родился 20 февраля 1936 года в Москве.
В 1960 году окончил лечебный факультет 2-го МГМИ имени Н. И. Пирогова, после чего работал хирургом в клинике факультетской хирургии имени С. И. Спасокукоцкого, на базе 1-й Городской клинической больницы г. Москвы.
В 1965 году был избран на должность ассистента кафедры лечебного факультета, где прошел путь до доцента и профессора.
В 1967 году защитил кандидатскую, а в 1975 году — докторскую диссертации.
В 1982 году избран на должность заведующего кафедрой хирургических болезней (ныне — факультетской хирургии) педиатрического факультета 2-го МОЛГМИ имени Н. И. Пирогова, которой заведует по настоящее время.
В 2000 году избран членом-корреспондентом РАМН.
В 2007 году избран академиком РАМН.
В 2013 году стал академиком РАН (в рамках присоединения РАМН и РАСХН к РАН).

### Семья
- Отец — генерал-лейтенант Иван Иванович Затевахин (1901—1957).
- Сын — автор и ведущий научно-популярной программы «Диалоги о животных», кандидат биологических наук Иван Игоревич Затевахин (род. 1959).
- Сын — полковник полиции, ветеран боевых действий, сотрудник специального подразделения Росгвардии Затевахин Юрий Игоревич.

## Научная деятельность
Специалист в области сосудистой хирургии.
Ему принадлежит приоритет многих разработок в области хирургии острой и хронической артериальной непроходимости, в проблеме инфекции в сосудистой хирургии, рентгеноэндоваскулярной и сочетанной хирургии при ишемии нижних конечностей, хирургии осложнений язвенной болезни желудка и двенадцатиперстной кишки, лечении кровотечений из варикознорасширенных вен пищевода при циррозах печени, хирургии поджелудочной железы и биллиарной системы.
Создатель хирургической и научной школы.
Под его руководством защищено 13 докторских и 53 кандидатских диссертации.
Автор более 440 научных работ, в числе которых 10 монографий и руководств, 19 глав в различных руководствах по хирургии, ангиологии, внутренним болезням, учебник по хирургическим болезням, изобретения, методические рекомендации и пособия.
Член редколлегий различных хирургических журналов.

## Награды
- Премия Правительства Российской Федерации (в составе группы, за 2008 год) — за разработку и внедрение в клиническую практику новых технологий лечения портальной гипертензии и кровотечений из варикозных вен пищевода[3]
- Заслуженный деятель науки Российской Федерации (1997)[4]
- Премия имени А. Н. Бакулева (за 2006 год) — за выдающийся личный вклад в развитие сосудистой хирургии
- Премия города Москвы в области медицины (1996, 2004)[2]